# Esther Herlitz
Esther Herlitz (en hébreu : אסתר הרליץ), née le 9 octobre 1921 à Berlin (Allemagne) et morte le 24 mars 2016, est une personnalité politique et diplomate israélienne.
Elle est la première femme nommée ambassadrice d'Israël, au Danemark en 1966. Elle est députée à la Knesset, sur la liste de l'Alignement, de 1973 à 1977, puis de 1979 à 1981.

## Biographie
Né en Allemagne, Herlitz émigre avec sa famille en Palestine mandataire en 1933. Son père, l'historien George Herlitz, fonde les Archives sionistes centrales à Jérusalem. Elle étudie à Jérusalem, au lycée hébraïque Rehaviah puis au lycée Leyada. Elle rejoint ensuite la Haganah, une organisation paramilitaire sioniste, tout en servant comme officier dans l'armée britannique. Elle servira plus tard l'armée d'Israël.
En 1948, elle est recrutée par le ministère des Affaires étrangères, où elle travaille sur la négociation de l'accord sur les réparations entre Israël et l'Allemagne de l'Ouest. Elle sert comme consule à New York entre 1955 et 1958, et comme ambassadeur au Danemark à partir de 1966 et jusqu'en 1971, ainsi que sur plusieurs missions auprès de l'Organisation des Nations unies. Elle est directrice des relations publiques pour le Ministère des affaires étrangères dans les années 1960. Elle travaille notamment à construire la relation entre les Juifs américains et Israël.
Herlitz est également conseillère municipal de Tel-Aviv,  dont elle dirige le département de la culture entre 1960 et 1964. En 1973 elle est élue à la Knesset sur la liste Alignement. Elle perd son siège aux élections de 1977, mais le retrouve le 14 août 1979 en remplacement du défunt Yehoshua Rabinovitz (en). Elle perd à nouveau son siège aux élections de 1981.
De 1977 à 1981 Herlitz est secrétaire de l'organisation féministe et sioniste Na'amat (en) à Tel Aviv. En 2015, elle reçoit le prix Israël pour sa « contribution unique à la société et l'État ».